# Coccodiella bullosa
Coccodiella bullosa är en svampart som först beskrevs av Rehm, och fick sitt nu gällande namn av I. Hino & Katum. 1968. Coccodiella bullosa ingår i släktet Coccodiella och familjen Phyllachoraceae.   Inga underarter finns listade i Catalogue of Life.